# Grazie (Meine Schönsten Lieder - Meine Größten Erfolge)
Grazie (Meine Schönsten Lieder - Meine Größten Erfolge) è una raccolta di Al Bano pubblicata in Austria e in Germania nel 1999.
Il disco è stato promosso in TV con il singolo Io di notte (Zuviel nachte ohne dich) in duetto con Milva.
Per le vendite del CD è stato premiato in Austria (terza posizione) con il disco d'oro.

## Tracce
1. Notte di Buon Natale (Vangelis, Albano Carrisi, Fabrizio Berlincioni)
2. Nel sole (Albano Carrisi, Pino Massara Vito Pallavicini)
3. Buona notte amore mio (Jacques Offenbach, Albano Carrisi, Ermanno Croce - Barcarola tratta da Hoffmanns Erzählungen)
4. Il mio concerto per te (Pyotr Ilyich Tchaikovsky, Andrea Lo Vecchio, Albano Carrisi - Concerto per pianoforte n. 1 in si bemolle minore, op. 23)
5. La nostra serenata (Franz Schubert, Albano Carrisi, Vito Pallavicini - Leise flehen meine Lieder", Ständchen D 957, No. 4)
6. Io di notte (Zuviel nachte ohne dich) - con Milva (Pino Massara, Albano Carrisi, Alessandro Colombini, Bernd Meinunger)
7. Ancora in volo (Albano Carrisi, G. Marcucci, Massimo Bizzarri)
8. Giochi del tempo (Anonimo, Romina Power - Romanza anonima)
9. Santa Lucia (Teodoro Cottrau)
10. Tu dove sei (Fryderyk Chopin, Albano Carrisi, Vito Pallavicini - Studio Op. 10 n. 3)
11. Ave Maria (Johann Sebastian Bach, Charles Gounod - Meditazione al Preludio N. 1 dal Clavicembalo ben temperato)
12. Mille cherubini in coro (Franz Schubert, Albano Carrisi, Fabrizio Berlincioni)
13. Bianco Natale (Irving Berlin, Filibello)

## Classifiche
| Classifica | Posizione |
| ---------- | --------- |
| Austria    | 3         |